# Дехтярі
Дехтярі́ — місцевість у Києві, розташована на східній околиці Нивок. Головні вулиці — Магістральна, Черкаська. 
Виникли як хутір у XIX столітті (перша згадка - 1819 рік) як хутор переселенця з с. Біличі Василя Діхтяренка.  
1900 року Дехтярі - хутір Білогородської волості Київського повіту, де було 12 дворів та 72 мешканці.
Вулиці села були розплановані та отримали назви у 1912—1913 роках. У межах Києва — з 1923 року. Значною мірою збереглася стара забудова.